# Капан
Капан (фр. Capens) насеље је и општина у јужној Француској, у региону Миди Пирене, у департману Горња Гарона која припада префектури Мире.
По подацима из 2011. године у општини је живело 616 становника, а густина насељености је износила 90,99 становника/km². Општина се простире на површини од 6,77 km². Налази се на средњој надморској висини од 200 метара (максималној 290 m, а минималној 174 m).

## Демографија
| 1962. | 1968. | 1975. | 1982. | 1990. | 1999. | 2011. |
| ----- | ----- | ----- | ----- | ----- | ----- | ----- |
| 229   | 238   | 247   | 238   | 253   | 285   | 616   |

График промене броја становника у току последњих година